# サラ人

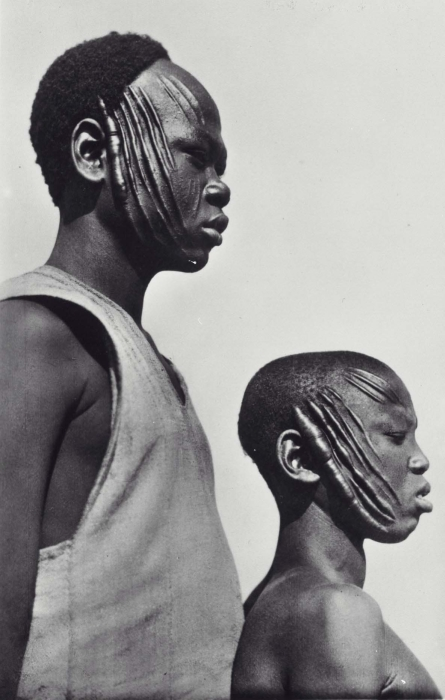
瘢痕文身はサラ人の文化で、男女ともこれによって共同体への連帯意識を明らかにする

サラ人 (Sara) は、中部アフリカのチャド南部、中央アフリカ共和国北西部、南スーダン南部国境地域に分布する民族。中央スーダン諸語に属するサラ語を使用する。チャドでは最大の民族である。
宗教的には大部分が自然を崇拝するアニミズムだが、キリスト教やイスラームへの改宗も進んでいる。社会は父系のいくつかの氏族よりなる。かつては単一の言語、アイデンティティ、宗教からなる政治体を有していた。

## 国別の概要

### チャド

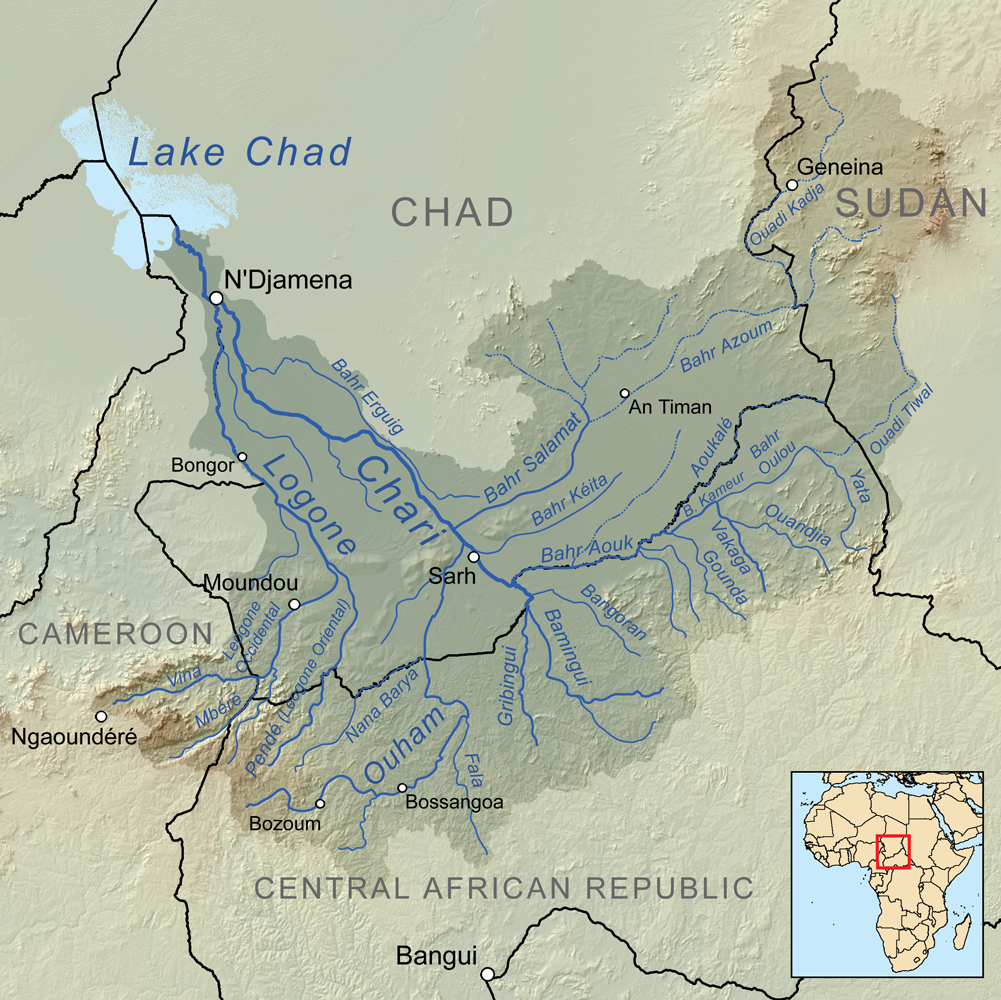
サラ人はチャド湖の南東、シャリ川とロゴーヌ川の流域部に多い

チャドでは最大の民族集団で、特にモワイヤン・シャリ州、ロゴン・オリエンタル州、ロゴン・オクシデンタル州、それにタンジレ州の一部地域に集中している。かつては北方のフラニ人やアラブ人の襲撃にさらされてきた。そうしたムスリムはサラ人を、ムスリムでない人間を意味するキルディ (Kirdi) と呼び、それに対して自らをバギルミ (Bagirmi) と称した。キルディとバギルミの争いは19世紀を通して続いた。
20世紀にはいるとフランス領赤道アフリカの統治下に置かれ、フランス語による教育や訓練を受ける一方、二度の世界大戦中には徴兵や徴用の形でフランス軍に協力させられた。1960年のチャド独立までに、国内の北部の人々よりフランスの諸制度に慣れ親しんでいたため、独立後は国政を支配することとなった。

### 中央アフリカ共和国
中央アフリカ共和国では総人口の10パーセントを占め、国内第4の民族となっている。主に国の北西部に分布する。

## 遺伝的特性
古典的な遺伝子検査では、エリトリアのクナマ族が最も近縁という結果が出ている。両者の言語は、ともにナイル・サハラ語族に属する。近隣のクシ語派やエチオピア・セム諸語系の言語を使用する民族とも近しいが、遺伝学的には分かれている。

## 著名なサラ人
- ソステン・モゲナラ - ドイツの陸上競技選手
- フィデル・ムンガール - チャドの元首相（在任：1993年）
- ノエル・ミラルー・オディンガル - チャドの軍人。1975年のクーデターに加わった
- カルトゥマ・ンゲンバン - チャドの政治家。1968年の総選挙で、女性としてただひとり当選
- フランソワ・トンバルバイ - チャドの初代大統領
- ヤフェット・エンドラム - チャドの元サッカー選手
- アンジュ＝フェリクス・パタセ - 中央アフリカ共和国の元大統領（在任：1993年 - 2003年）
- マルタン・ジゲレ - 中央アフリカ共和国の元首相（在任：2001年 - 2003年）[14]